# Forever Vienna
Forever Vienna es un álbum realizado por el Violinista André Rieu. Fue lanzado como un Doble disco CD +DVD, el DVD fue grabado en el Royal Albert Hall - También tiene especiales características que incluyen: My Home Town, Photo Gallery and Discography. El Álbum entró a los Irish Album Charts el 4 de febrero de 2010 en el número 53, subiendo rápidamente 49 lugares hasta quedar en el 4.º lugar la semana pasada[¿cuándo?]. Entró también en UK Album Charts el 3 de enero de 2010 en el número 22 y ya ha llegado a ser el número 2 en su ranking.

## Canciones
1. "The Blue Danube" - 7:57
2. "Radetzky March" - 3:10
3. "The Second Waltz" - 3:44
4. "Voices Of Spring" - 5:26
5. "Strauss & Co." - 3:50
6. "Bolero" - 6:46
7. "Vienna Blood" - 7:21
8. "Perpetuum Mobile" - 2:56
9. "Wine, Woman And Song" - 6:19
10. "Thunder And Lightning Polka" - 2:37
11. "Carnaval De Venise" - 4:37
12. "The Gypsy Baron" - 4:23
13. "The Merry Widow" - 3:03
14. "On Holiday" - 2:12
15. "Vilja Song" - 5:37
16. "You Are My Heart's Delight" - 3:31
17. "Strauss Party" - 3:26

## Posicionamiento
| Listas (2010)      | Posición |
| ------------------ | -------- |
| Irish Albums Chart | 4        |
| UK Albums Chart    | 2        |